# La Compañía (Guanajuato)
La Compañía es una localidad del estado mexicano de Guanajuato. Es parte del municipio de Valle de Santiago.

## Demografía
| Gráfica de evolución demográfica |
|                                  |

| Censo | Población |
| ----- | --------- |
| 1900  | 156       |
| 1910  | 216       |
| 1921  | 302       |
| 1930  | 145       |
| 1940  | 229       |
| 1950  | 284       |
| 1960  | 397       |
| 1970  | 610       |
| 1980  | 801       |
| 1990  | 870       |
| 2000  | 756       |
| 2010  | 1 078     |
| 2020  | 1 215     |